# Tama (percusión)

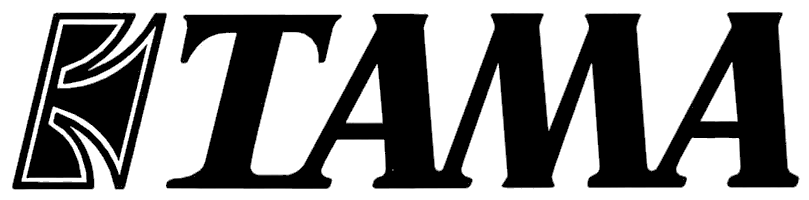
Logo de la compañía.

Tama Drums (en japonés 多満 (Kanji) タマ (Kana), estilizado como TAMA) es una marca dedicada a la fabricación de instrumentos de percusión, conocida sobre todo por sus baterías. Es propiedad de la empresa Hoshino Gakki Group con sede en Seto, Japón. Sus instrumentos son utilizados principalmente por bandas de rock y heavy metal, así como por algunas de funk, pop y jazz.  

## Historia
La historia de Tama se remonta al año 1908 cuando Hoshino Bookstore decidió abrir un departamento de instrumentos musicales. En 1929 se fundó la casa Hoshino Gakki Inc. como empresa independiente, la cual empezó a dedicarse tanto a la producción de instrumentos musicales como a la importación y exportación. La casa Tama fue fundada tras la Segunda Guerra Mundial y la época de reconstrucción, en 1962. La producción en aquella época se limitaba a guitarras eléctricas y amplificadores. En el año 1965 Tama fabricó la Star Drums que fue presentada por primera vez en la Feria de la Música en Fráncfort. En ese año la casa Roland Meinl Musikinstrumente GmbH & Co. KG asumió los derechos alemanes para la distribución de los productos Tama. Pero la denominación “Star” no podía ser utilizada en EE. UU. por lo cual fueron presentadas en 1974 las primeras baterías Tama (Nombre de una especialmente estimada abuela de la familia Hoshino). 
En el transcurso de los años muchos bateristas de fama empezaron a dedicar su atención a las baterías de la marca Tama y contribuyeron importantemente con sus nuevas ideas a un desarrollo rápido e innovador. Ideas revolucionarias en cuanto a la Hardware (Tama Kingbeat-Serie, soporte jirafa para platos Tama, Soporte Tama con doble pie derecho, Tama X-Hat, Tama Multiclamp, Tama Memory Locks, Tama Camco, Tama Iron Cobra etc.) marcaron nuevas pautas en el mundo de la batería. 
Hoy en día Tama pertenece a los fabricantes de baterías que fabrican todo lo que pueda desear un buen baterista, desde sets completos a buen precio hasta productos de alta gama. 
Bateristas como Mike Portnoy (Dream Theater), Dave Lombardo (Slayer), Lars Ulrich (Metallica), Jarib Alain (Switch Gareeh), David Silveria (KoЯn), Simon Phillips (Toto, The Who), Stewart Copeland (The Police), Christoph Schneider (Rammstein), Scott Travis (Judas Priest, Racer X), Chris Efthimiadis (Sub7even), Gas Lipstick (HIM), Eric Correa (Cypress Hill), Keith Harris (Black Eyed Peas), Dominic Howard (Muse), Jukka Nevalainen (Nightwish) y muchos más pertenecen al círculo de clientes más famosos de Tama. 
Antiguamente Tama fabricaba baterías según los diferentes estilos musicales. El modelo Tama Superstar fue diseñado especialmente para rock y heavy Metal. Las características de estas baterías resaltaban por un relieve del borde del bombo muy redondeado lo que tenía como consecuencia un sonido muy cálido y amplio, pero al mismo tiempo complicaba mucho la afinación de estos bombos. 
En 1990 Tama comenzó con la fabricación de baterías de aplicación universal. En el desarrollo y diseño de baterías y accesorios Tama pertenece a los pioneros. Sobre todo con la presentación de su serie Tama Iron Cobra se catapultaron a la cima de los fabricantes de baterías. Tama utilizaba varias capas de madera para su fabricación mediante lo cual conseguían una mejor calidad sonora. Tama fue la primera marca que empezó ofreciendo baterías Signature. Estas son cajas claras agrupadas según los deseos individuales de famosos bateristas. El ejemplo más famoso es la batería de Tama de Lars Ulrich (Metallica) en el álbum St. Anger.